# Catemaco-Platy
Der Catemaco-Platy (Xiphophorus milleri) ist eine Fischart aus der Unterfamilie der Lebendgebärenden Zahnkarpfen (Poeciliinae). Die Fische bleiben relativ klein, dies gilt in besonderem Maße für die Männchen.

## Aussehen und Verbreitung
Der Trivialname der Art gibt einen Hinweis auf ihre Herkunft: den Catemaco-See in Mexiko im Bundesstaat Veracruz. Die Art kommt im See selbst und in seinen Zuflüssen vor. Im See bevorzugt sie flache Gewässerabschnitte. Die Männchen tragen kein Schwert (keine verlängerten unteren Schwanzflossenstrahlen), werden bis 2,5 cm lang und bleiben damit meist deutlich kleiner als die Männchen von Xiphophorus pygmaeus, dem Zwergschwertträger.  Männliche Tiere lassen sich, wie bei den meisten Zahnkarpfen üblich, an ihrem schmalen Gonopodium erkennen, das zu inneren Befruchtung eingesetzt wird. Erwachsene Weibchen können eine Gesamtlänge von 4,5 cm erreichen, sind deutlich hochrückiger als die Männchen, wirken dadurch gedrungener und ihre Afterflosse ist dreieckig.
Die Körpergrundfarbe der Tiere ist braungrau mit einer helleren Partie am Bauch. Typisch für eine Vielzahl der Individuen ist ein kleiner runder Fleck in der Schwanzwurzel. Männchen und Weibchen können zwischen Afterflosse und Schwanzwurzel einen schwarzen Streifen aufweisen. Manche männlichen Tiere besitzen ein schwarzes Gonopodium. Es gibt darüber hinaus eine Farbmorphe, die in der hinteren Körperhälfte mehr oder weniger stark mit schwarzen Punkten gezeichnet ist.
Xiphophorus milleri bevorzugt weniger stark fließende Gewässer mit oft schlammigem Bodengrund und einer Temperatur 22–25 °C.

## Haltung und Zucht
Da es sich um eine klein bleibende Art handelt, sollte sie nicht mit ruppigen Fischen vergesellschaftet werden. Das Becken sollte gut bepflanzt sein, Versteckmöglichkeiten bieten und mindestens 60 Liter Wasser fassen. Die Weibchen werfen alle ca. 30 Tage Jungfische, die bei ihrer Geburt eine Körpergröße von ca. 5 mm aufweisen, weswegen die Eltern ihren Jungen nur selten nachstellen dürften.
Die Tiere sind omnivor (Allesfresser). Ein Zuchterfolg lässt sich jedoch nur erreichen, wenn den Tieren eine abwechslungsreiche Kost und vor allem Lebendfutter geboten wird. Gerne wird der Salinenkrebs (Artemia salina) genommen, aber auch Enchyträen (Enchytraeidae) und selbst die relativ großen roten Mückenlarven werden gern gefressen. Für die Aufzucht haben sich die entkapsulierten Nauplien oder frisch geschlüpfte Salinenkrebse bewährt. An die Wasserwerte stellen diese Fische keine großen Ansprüche (Temperatur 20–25 °C, GH bis 15° dH, pH 7–8), ein regelmäßiger Teilwasserwechsel ist aber empfehlenswert.